# جون كلينبرج
جون كلينبرج (بالإنجليزية: Jon Kleinberg)‏ (1971 في بوسطن - ) عالم حاسوب، وبروفيسور أمريكي.

## الجوائز
- جائزة هارفي[14]
- زمالة ماك آرثر
- جائزة نيفانلينا
- جائزة ألن نيويل لجمعية النهوض بالذكاء الاصطناعي [الإنجليزية]‏
- ACM Prize in Computing [الإنجليزية]‏
- زمالة رابطة مكائن الحوسبة [الإنجليزية]‏
- زمالة جمعية للآلات البرمجية
- Frederick W. Lanchester Prize [الإنجليزية]‏